# ウェンデリン・ウェルナー
ウェンデリン・ウェルナー（Wendelin Werner, 1968年9月23日 - ）は、ドイツ出身のフランスの元子役俳優、数学者。パリ第11大学教授。エコール・ノルマル・シュペリウール卒業後、パリ第6大学で博士号を取得。
1981年の仏・独合作映画「サン・スーシの女」に子役として出演、ミシェル・ピコリの少年時代を演じ、ロミー・シュナイダーと共演している。
stochastic Loewner evolutionの開拓、2次元ブラウン運動の幾何学、共形場理論への貢献に対してフィールズ賞が与えられた。

## 受賞歴
- 2000年 - ヨーロッパ数学会賞
- 2001年 - フェルマー賞
- 2003年 - ジャック・アダマール賞
- 2006年 - ポリヤ賞 (応用数理学会)
- 2006年 - フィールズ賞